# فلملینگن
فلملینگن (به آلمانی: Flemlingen) یک شهر در آلمان است که در زودلیشه واینشتراسه واقع شده‌است. فلملینگن ۴۰۱ نفر جمعیت دارد.